# José Pedro Fuenzalida
José Pedro Fuenzalida Gana (Santiago, 22 de fevereiro de 1985) é um ex-futebolista chileno que atuava como meia. 

## Carreira

### Universidad Católica

#### 2004–2007
Fuenzalida chegou às divisões inferiores da Universidad Católica em 1996, chegando ao primeiro time em 2004. Sua estreia foi no dia 10 de abril contra o Unión Española, sendo derrotado por 4 a 0. Em 7 de agosto, em uma partida contra o Cobreloa, ele marcou seu primeiro gol profissional na vitória por 2 a 1.
Durante o Clausura 2005 teve maior continuidade, disputando 21 partidas na campanha onde a Universidad Católica foi campeã em pênaltis contra sua arquirrival,  Universidad de Chile.

#### 2016-presente
No início de 2016, seu retorno à Universidad Católica, foi confirmado após quase 9 anos. Ele sua estreia no dia 17 de janeiro, no empate de 2 a 2 com o Deportes Iquique, marcando um gol. Foi vital nas últimas datas ao marcar a Universidade do Chile e especialmente ao converter Audax Italiano, um gol que deu à Universidad Católica o título do Clausura 2016. Mais tarde, celebrou a Supercopa de Chile 2016, novamente marcando um gol decisivo contra a Universidad de Chile. No final daquele ano, ele foi coroado bicampeão do futebol chileno ao vencer o Apertura 2016, o primeiro bicampeonato na história do clube.
Após a volta dos longos torneios, Universidad Católica foi campeão da Campeonato Chileno de Futebol de 2018 e da Supercopa de Chile 2019, o segundo título do clube naquele torneio. No final daquela temporada 2019 voltou a festejar bicampeonato ao ganhar da Campeonato Chileno de Futebol de 2019, sendo o artilheiro da UC. Em 10 de fevereiro de 2021, pela penúltima data, Universidad Católica conquistou da Campeonato Chileno de Futebol de 2020 e posteriormente, em março de 2021, foi  campeão da Supercopa de Chile 2020 com uma vitória por 4 a 2 sobre o Colo Colo.
No final de 2021, a UC disputava a final da Supercopa 2021, Fuenzalida, que durante aqueles dias estava em quarentena, não pôde disputar a final em que o clube foi campeão em pênaltis da Supercopa de Chile 2020. A instituição também foi coroada tetracampeã do torneio nacional, após vencer as edições 2018, 2019, 2020 e 2021.

## Seleção Nacional
Estreou pela Seleção Chilena principal em 15 de junho de 2008 em partida contra a Bolívia. Participou da Copa do Mundo FIFA de 2014 e substituiu Carlos Carmona no último momento, no elenco para a Copa América de 2015.

## Títulos
Universidad Católica
- Campeonato Chileno: 2005-C, 2016-C, 2016-A, 2018, 2019, 2020, 2021
- Supercopa de Chile: 2016, 2019, 2020, 2021

Colo-Colo
- Campeonato Chileno: 2014-C

Boca Juniors
- Campeonato Argentino: 2015
- Copa Argentina: 2014-15

Seleção Chilena
- Copa América: 2015, 2016

### Prêmios individuais
- Equipe Ideal da Campeonato Chileno: 2013
- Melhor jogador da Campeonato Chileno (Diario El País): 2016[12]
- Equipe Ideal da Campeonato Chileno: 2016
- Melhor jogador da Campeonato Chileno (Diario El País): 2018[13]
- Melhor jogador da Campeonato Chileno (Diario El País): 2019
- Melhor jogador da Campeonato Chileno (La Tercera): 2020[14]
- Melhor defesa da Campeonato Chileno (La Tercera):  2021[15]